# 学校法人大谷学園 (神奈川県)
学校法人大谷学園（がっこうほうじんおおたにがくえん）は、神奈川県横浜市瀬谷区に本部を置く学校法人。法人名は創立者の名に由来する。終戦直後の1947年（昭和22年）に創立者の大谷高子（おおたに たかこ）が女性の社会進出を目指し、洋裁学校「横浜ドレスメーカー女学院」を開校したのが始まりである。

## 沿革
- 1947年（昭和22年）4月1日：大谷高子が横浜ドレスメーカー女学院を開校[1]。
- 1949年（昭和24年）10月7日：財団法人横浜大谷学園設立。創立者の大谷高子が初代理事長に就任[1]。
- 1951年（昭和26年）3月10日：私立学校法の施行に伴い、学校法人大谷学園へ改組[1]。
- 1956年（昭和31年）4月1日：大谷学園幼稚園を横浜市港北区に開園[5]。
- 1960年（昭和35年）4月1日：横浜女子専門学校（現：横浜高等教育専門学校）を開校[6]。
- 1968年（昭和43年）4月1日：清心女子高等学校を開校[4]。
- 1975年（昭和50年）4月1日：横浜ドレスメーカー女学院を清心女子学院へ改称[1]。
- 1975年（昭和50年）11月7日：横浜女子専門学校を横浜高等教育専門学校へ改称[6]。
- 1977年（昭和52年）4月1日：隼人高等学校（現：横浜隼人高等学校）を男子校として開校[7]。
- 1979年（昭和54年）4月1日：隼人中学校（現：横浜隼人中学校）を男子校として開校[7]。
- 1980年（昭和55年）4月1日：隼人幼稚園を開園（隼人中学校・高等学校に隣接）[8]。
- 1984年（昭和59年）4月1日：秀英高等学校を横浜市瀬谷区に男子校として開校[9]。
- 1985年（昭和60年）4月1日：隼人中学校を男女共学化、女子入学開始[7]。これに伴い女子制服を制定[10]。
- 1987年（昭和62年）4月1日：隼人高等学校を男女共学化、女子入学開始[7]。これに伴い女子制服を制定（中学校とほぼ共通）[10]。
- 1987年（昭和62年）4月1日：医療福祉専門学校を開校[1]。
- 1993年（平成5年）4月1日：隼人中学校・高等学校を横浜隼人中学校・高等学校へ改称[7]。隼人幼稚園を横浜隼人幼稚園へ改称[8]。
- 1994年（平成6年）10月12日：医療福祉専門学校を閉校[1]。
- 1997年（平成9年）4月1日：秀英高等学校の制服を変更[9]。
- 1998年（平成10年）3月31日：横浜高等教育専門学校の准看護科を廃止[1]。
- 1999年（平成11年）3月31日：横浜高等教育専門学校の医学技術学科を廃止[1]。
- 2001年（平成13年）9月1日：秀英高等学校を横浜市泉区へ移転[9]。
- 2015年（平成27年）：清心女子高等学校の福祉コースを廃止。
- 2024年（令和6年）4月：秀英高等学校を男女共学化[11]

## 設置学校

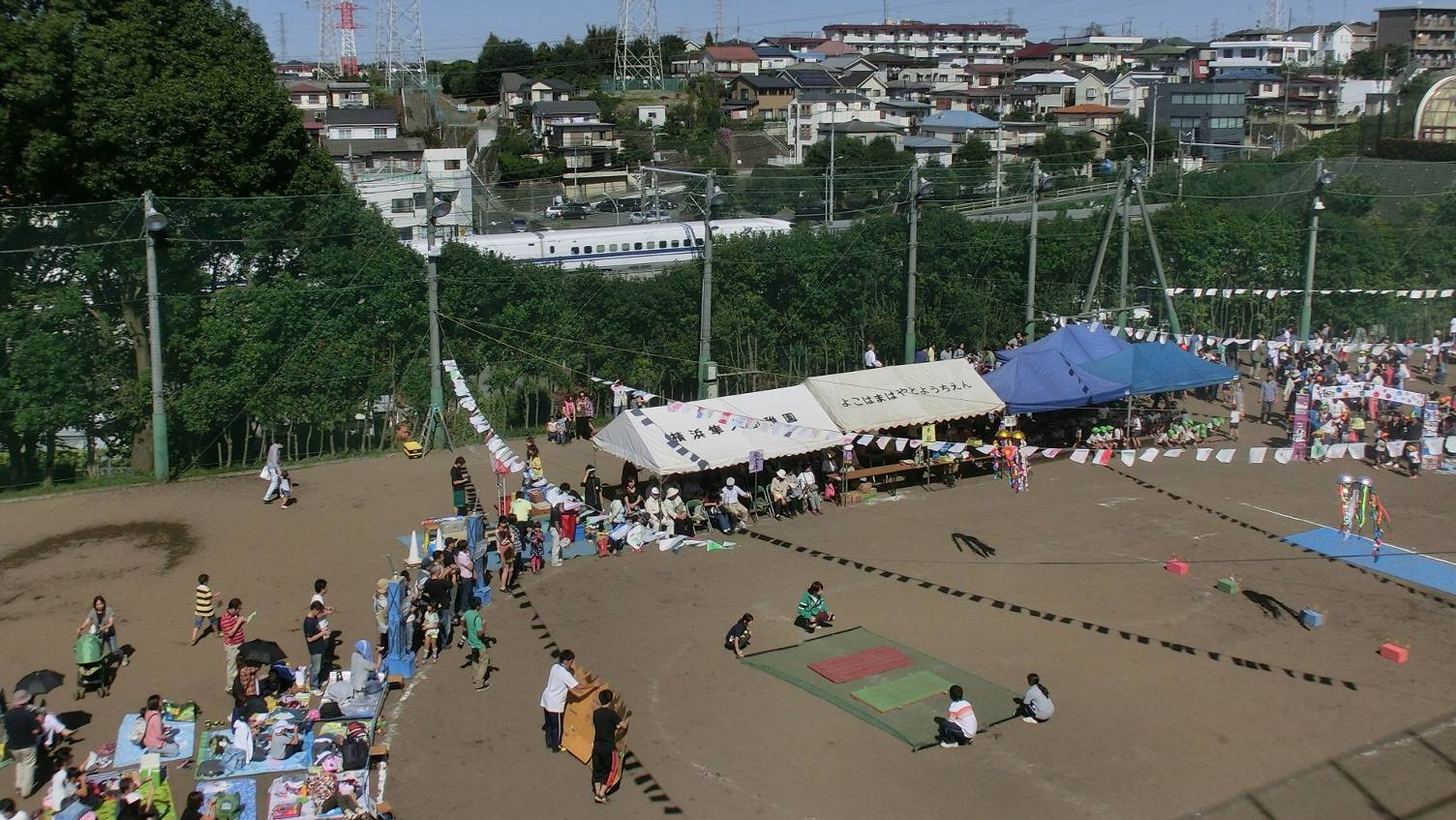
横浜隼人幼稚園の運動会
横浜隼人中学校・高等学校に隣接し、グラウンドのすぐ脇を東海道新幹線が通る。

いずれも神奈川県横浜市に所在。各学校の詳細については学校記事を参照。
- 横浜高等教育専門学校 - 港北区篠原台町36番37号
- 清心女子高等学校（通信制課程・普通科） - 港北区篠原台町36番37号
- 大谷学園幼稚園 - 横浜市港北区篠原台町20番1号
- 横浜隼人中学校・高等学校（全日制課程） - 瀬谷区阿久和南一丁目3番地1
- 横浜隼人幼稚園 - 横浜市瀬谷区阿久和南一丁目3番地2
- 秀英高等学校（通信制課程・普通科） - 泉区和泉町7865